# 미요타역
미요타역(일본어: 御代田駅, みよたえき)은 나가노현 기타사쿠군 미요타정 오아자미요타에 위치한 시나노 철도 시나노 철도선의 역이다.

## 승강장
상대식 2면 2선 구조의 지상역이다. 승강장은 가로다리로 이어져 있다.
| 1 | ■ 시나노 철도선 | (하행) | 고모로・나가노 방면 |
| 2 | ■ 시나노 철도선 | (상행) | 가루이자와 방면     |

## 역사
- 1888년 12월 1일: 영업 개시.
- 1987년 4월 1일: 일본국유철도 분할민영화에 따라 동일본 여객철도 소속이 됨.
- 1997년 10월 1일: 나가노 신칸센 (현 호쿠리쿠 신칸센) 개통으로 가루이자와-시노노이 구간이 시나노 철도로 이관되면서 시나노 철도선 소속이 됨.

## 역세권 정보
- 미요타 우체국
- 미요타 정 시립 도서관

## 인접역
| 시나노 철도 ■ 시나노 철도선    | 시나노 철도 ■ 시나노 철도선 | 시나노 철도 ■ 시나노 철도선 |
| ------------------------------ | --------------------------- | --------------------------- |
| 시나노오이와케 가루이자와 방면 |                             | 히라하라 나가노 방면        |